# Thomas Sonnet de Courval
 (septembre 2019).
Si vous disposez d'ouvrages ou d'articles de référence ou si vous connaissez des sites web de qualité traitant du thème abordé ici, merci de compléter l'article en donnant les références utiles à sa vérifiabilité et en les liant à la section « Notes et références ».
Thomas Sonnet de Courval, né en 1577 à Vire et mort le 23 octobre 1629 à Campagnolles, est un poète satirique français.

## Biographie
Son père, Jean Sonnet, sieur de la Pinsonnière, exerçait avec distinction la profession d’avocat au barreau de Vire, et l’un de ses oncles, Thomas Amfrye de Chaulieu, aïeul du célèbre abbé de Chaulieu, occupait la charge de lieutenant civil et criminel au bailliage. Par sa mère, Magdaleine Le Chevallier, Sonnet tenait en outre à la famille éminemment littéraire des frères d'Aigneaux, traducteurs, en vers, de Virgile et d’Horace.
Thomas Sonnet de Courval appartient, dans la lignée de Vauquelin, Sigogne, Garaby de la Luzerne, Du Lorens, Angot de l’Éperonnière et Auvray, à la tradition de la satire normande ; en effet, la Normandie donna naissance à la plupart des poètes satiriques du début du XVIIe siècle.
La première œuvre qui ait paru de lui est la Satire Ménippée. ou Discours sur les poignantes traverses et incommodités du mariage, où les humeurs des femmes sont vivement représentées, Paris, Jean Millot, 1608. Cette satire, qui lui acquit aussitôt une grande réputation littéraire, du moins à Vire et en Normandie, a été réimprimée séparément cinq ou six fois. Il parait avoir quitté sa ville natale par suite des contrariétés que lui avait attirées la publication de cette œuvre pour aller se fixer à Paris, où il exerça la médecine, en composant des vers. Il publia ensuite Thiméthélie, ou Censure des femmes, satyre seconde, en laquelle sont amplement decrites les maladies qui arrivent à ceux qui vont trop souvent à l’escarmouche soubs la cornette de Venus, avec une Défense apologétique contre les censeurs de sa Satyre, Paris, Jean Millot, 1609.
Quoique de famille noble, il se fit médecin, et, après avoir passé la meilleure partie de sa vie à médire du sexe féminin, et à disserter sur les « traverses et incommodités du mariage », Sonnet semble être venu à résipiscence et, malgré l’horreur qu’il professe pour le mariage dans sa Ménippée et sa Thiméthélie, absolument comme s’il ne les avait jamais écrites, il prit femme, épousant une demoiselle de la maison d’Amfrie de Clermont, qui lui donna plusieurs enfants. Si cette union parait avoir été exempte de ces inconvénients multiples qu’il aimait tant à décrire, dans sa jeunesse, mais il fut plus éprouvé comme père de famille : il perdit un de ses enfants à l’âge de six ans, et les qualités du second ne le consolèrent jamais de la mort du premier.
Un Avis au lecteur, imprimé dans la première édition de la Satyre Ménippée, nous apprend qu’il avait déjà en portefeuille la plupart des satires qui ne parurent que douze et quinze ans plus tard. Dirigées contre les abus publics de son siècle, ces premières satires attaquant le clergé, dont elles dénoncent les mœurs déréglées et la simonie, l’acquisition de bénéfices ecclésiastiques contre redevance et le rançonnement par la dime de ceux qui acquéraient de telles charges. Les satires contre la noblesse de robe dénoncent la longueur des procédures judiciaires, l’avidité des gens de loi et la vénalité des charges. Les satires contre les financiers vilipendent leur vil enrichissement à la suite des guerres de religion qui avaient dévasté la France, et la Normandie au premier chef. Cet Avis au lecteur annonce aussi des poésies d’amour et de différents genres, qui n’ont jamais vu le jour.
Il a ensuite produit les Exercices de ce temps dont les douze satires sont des études de mœurs aux sujets populaires nettement dans le style de Mathurin Régnier. Il a également produit une Satire (en prose) contre les charlatans, et pseudomedecins empyriques, Paris, Jean Millot, 1610.
La troisième édition de sa Satyre Menippée comporte un portrait, gravé par Léonard Gautier, ou Courval de Sonnet est représenté, âgé de trente-trois ans. On peut lui attribuer les quatre vers qui sont gravés au-dessous de ce portrait :
VIRE fut mon berceau, ma nourrisse et mon laict,
CAEN l’vnique seiour de mon adolescence,
PARIS, de ma jeunesse, et maintenant la FRANCE
A mon nom mes écrits, mes escris, mon corps, en ce pourtraict.
Prosper Blanchemain a procédé à une édition de ses œuvres en 1876- 17, 3 v., Paris, Librairie des bibliophiles.

## Œuvres
- Satyre Menippée contre les femmes, à Paris chez Jean Millot, 1609-10
- Les Œuvres satyriques du sieur de Courval-Sonnet, gentilhomme virois, contre les abus et désordres de la France, à Paris chez Rollet Boutonné, 1622
- Les Tromperies des charlatans descouvertes, à Paris chez N. Rousset, 1619
- Satyre contre les charlatans, et pseudomedecins empyriques : en laquelle sont amplement descouvertes les ruses & tromperies de tous les theriacleurs, alchimistes, chimistes, paracelcistes, distillateurs, extracteurs de quintescences, fondeurs d’or potable, maistres de l’elixir, & telle pernicieuse engeance d’imposteurs : en laquelle d’ailleurs sont refutees les erreurs, abus, & impietez des iatromages, ou medecins magiciens, qui usent de charmes, billets, parolles, characteres, invocations de demons, & autres detestables & diaboliques remedes, en la cure des maladies, à Paris chez Jean Millot, 1610

## Pour approfondir